# Irwin Winkler
Irwin Winkler, född 25 maj 1931 i New York, är en amerikansk filmproducent, manusförfattare och regissör. Han har producerat eller regisserat över 50 filmer, med början 1967 med Elvis Presley-filmen Double Trouble.
Den fjärde filmen han producerade, När man skjuter hästar så ... med Jane Fonda, blev nominerad till elva Oscar. 1976 vann han en Oscar för bästa film med Rocky. Som producent har han blivit Oscarsnominerad för bästa film för tre andra filmer, Tjuren från Bronx, Rätta virket och Maffiabröder.

## Filmografi (filmer som haft svensk premiär)

### Regi
- 1991 - Oskyldigt misstänkt
- 1992 - Natten och staden
- 1995 - Nätet
- 1999 - Vid första ögonkastet
- 2001 - Livsverket
- 2004 - De-Lovely

### Manus
- 1991 - Oskyldigt misstänkt
- 1999 - Vid första ögonkastet

### Producent
- 1967 - Double Trouble
- 1968 - Blue - den tyste
- 1969 - När man skjuter hästar så ...
- 1970 - Strawberry Statement
- 1971 - Snedskjutargänget
- 1972 - Mechanic - en människojägare
- 1972 - I lagens namn ...
- 1972 - Sväva i de' blå
- 1973 - Blås på, kompis!
- 1974 - Speldjävulen
- 1974 - S.P.Y.S.
- 1975 - Breakout
- 1976 - Nä, nu blommar de'!
- 1976 - Rocky
- 1977 - New York, New York
- 1977 - Valentino
- 1978 - Uncle Joe Shannon
- 1979 - Rocky II
- 1980 - Tjuren från Bronx
- 1981 - Avslöjandet
- 1982 - Verklighetens pjäs
- 1982 - Rocky III
- 1983 - Rätta virket
- 1985 - Revolution
- 1985 - Rocky IV
- 1986 - Kring midnatt
- 1988 - Förrådd
- 1989 - Music Box - skuggor ur det förflutna
- 1990 - Maffiabröder
- 1990 - Rocky V
- 1992 - Natten och staden
- 1995 - Nätet
- 1996 - Den edsvurna
- 1999 - Vid första ögonkastet
- 2001 - Livsverket
- 2001 - Sjöfartsnytt
- 2002 - En kvinnas hämnd
- 2004 - De-Lovely